# Pierre Musy
Pierre Musy (Albeuve, 25 agosto 1910 – Düdingen, 21 novembre 1990) è stato un bobbista svizzero.

## Biografia
Figlio di Jean-Marie Musy, ai IV Giochi olimpici invernali (edizione disputatasi nel 1936 a Garmisch-Partenkirchen, Germania) vinse la medaglia d'oro nel Bob a 4 con i connazionali Arnold Gartmann, Charles Bouvier e Joseph Beerli partecipando per la Svizzera II superando la nazionale svizzera I (medaglia d'argento) e britannica (bronzo).
Il tempo totalizzato fu di 5:19,85, circa tre secondi in meno dei connazionali con 5:22,73, e poco più rispetto ai britannici con 5:23,41.
Vinse la medaglia d'argento ai campionati mondiali del 1935 nel bob a quattro con Noldi Gartmann, Charles Bouvier e, Josef Beerli.